# Elvis & Nixon
Elvis & Nixon é um filme biográfico de comédia dramática estadunidense de 2016 dirigido por Liza Johnson. O filme é estrelado por Michael Shannon como o cantor Elvis Presley e Kevin Spacey como o presidente Richard Nixon, e se concentra no encontro entre os dois em 21 de dezembro de 1970 na Casa Branca. O elenco também conta com Alex Pettyfer, Johnny Knoxville, Colin Hanks e Evan Peters.

## Elenco
- Michael Shannon como Elvis Presley
- Kevin Spacey como Presidente Richard Nixon
- Alex Pettyfer como Jerry Schilling
- Johnny Knoxville como Sonny West
- Colin Hanks como Bud Krogh
- Evan Peters como Dwight Chapin
- Tate Donovan como Chefe de Gabinete da Casa Branca H. R. Haldeman
- Sky Ferreira como Charlotte
- Tracy Letts como John Finlator
- Ahna O'Reilly como Mary Anne Peterson
- Ashley Benson como Margaret (agente de ingressos)
- Dylan Penn como Diane (funcionário do hotel)
- Joey Sagal como Joe King
- Geraldine Singer como Rose Mary Woods
- Hanala Sagal como secretária de Chapin
- Poppy Delevingne as Aeromoça

## Recepção
No Rotten Tomatoes, o filme tem uma avaliação de 77% com base em 151 críticas com uma média de 6,48/10. O consenso crítico do site diz: "Elvis & Nixon podem não fazer muito para expandir seu material fotográfico absurdamente icônico, mas raramente é menos do que envolvente graças à sua dupla talentosa". No Metacritic, o filme tem uma pontuação de 59 de 100 com base em 37 resenhas, indicando "críticas mistas ou médias".